# S.XIII (航空機)
 SPAD S.XIII
米空軍のSPAD S.XIII
- 用途：戦闘機
- 設計者： ルイ・ベシュロー
- 製造者： スパッド社
- 運用者： フランス空軍他
- 初飛行：1917年4月
- 生産数：8,472 機
- 運用状況：退役

スパッド S.XIIIは第一次世界大戦期のフランス、スパッド（Société Pour L'Aviation et ses Dérivés）が開発した単発、単座、複葉の戦闘機である。

## 概要
基本的には成功作だった前作のスパッド S.VIIの拡大改良型である。設計者のルイ・ベシュローはエースのジョルジュ・ギンヌメールと親交があり、彼の提案によってS.VIIを改良したS.XIIを設計したが一般の操縦者には扱い辛かった為、極常識的な設計とした物が本機である。発動機の出力を強化した他、翼平面形を改良、補助翼も増積した。この結果旋回性能がかなり改善されたが、離着陸時の安定性については相変わらず問題があった。武装はヴィッカース7.7mm機銃2挺である。本機の速度性能は当時の戦闘機では最速で、また頑丈なことから急降下性能にも優れていた。
初飛行の翌月にはフランス空軍での配備が開始され、戦後も主力戦闘機として使用されている。またイギリスやアメリカにも供与され、連合軍で広く使用された戦闘機であった。アメリカ陸軍航空隊では最初期に配備された戦闘機として知られ、1920年まで運用されている。大戦後にもチェコ・スロバキア、ポーランド、日本に輸出された。
本機はギンヌメールの他、ルネ・フォンク、フランチェスコ・バラッカ等エースの乗機としても名を馳せた。

## 日本での運用

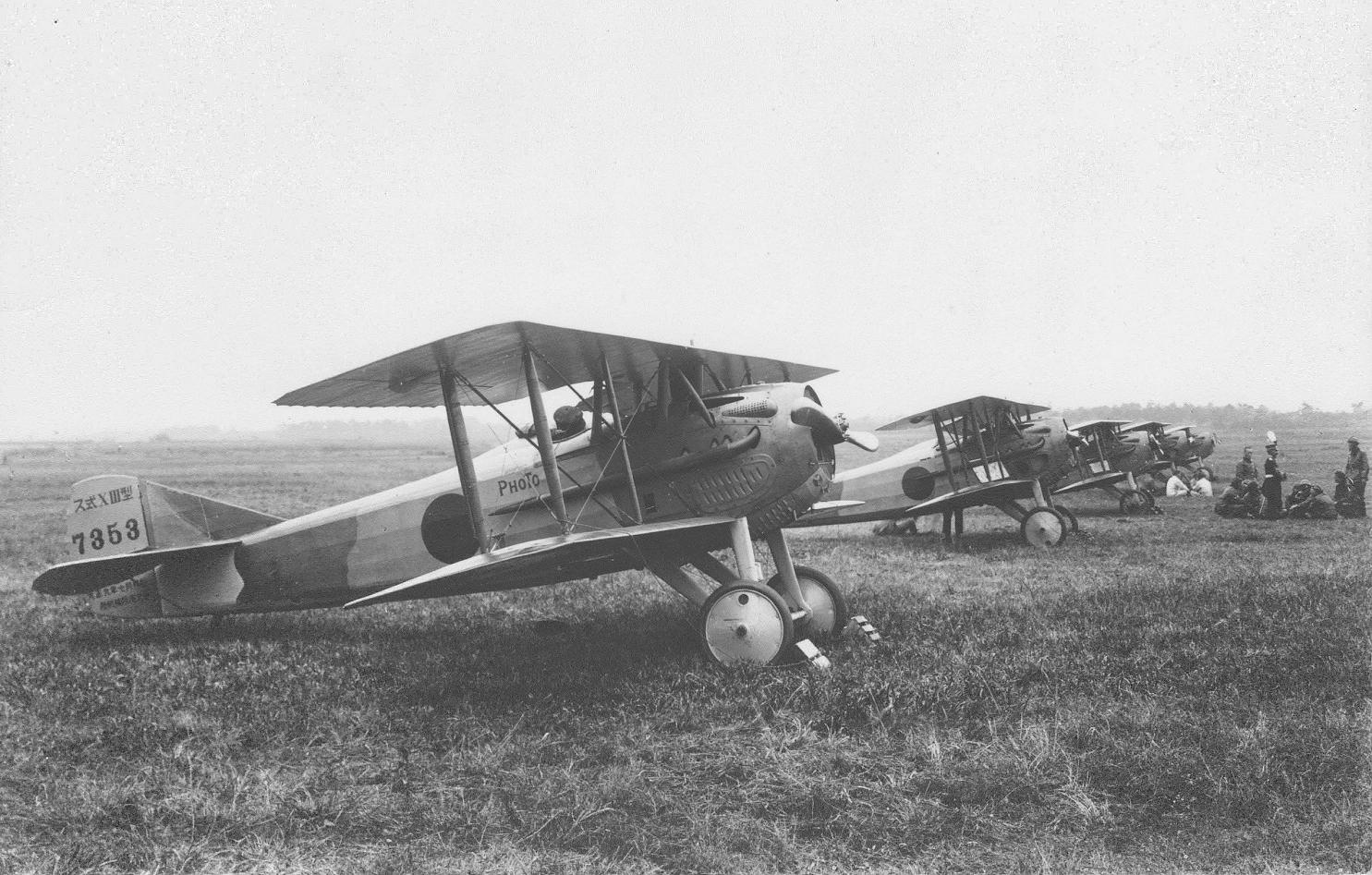
丙式一型戦闘機

1919年（大正8年）に来日したフォール教育団の教材機として4機輸入され、翌年には98機が輸入されス式一三型戦闘機として採用されている。1921年（大正10年）に丙式一型戦闘機として制式採用されたが、ニューポール 24（甲式三型）などの軽戦闘機に慣れていた日本では冷遇され、特に離陸滑走時に左右に衝撃が加わり、修正に誤るとUターンしながら滑走を始めた方向に離陸していくことがあったという。また、1920年にはフランスで操縦を学んだ民間操縦士である石橋勝浪が購入し、第2回懸賞郵便飛行大会で優勝した。

## 性能諸元
- 乗員　1名
- 全幅　8.25m
- 全長　6.25m
- 全高　2.60m
- 自重　566kg
- 全備重量　856kg

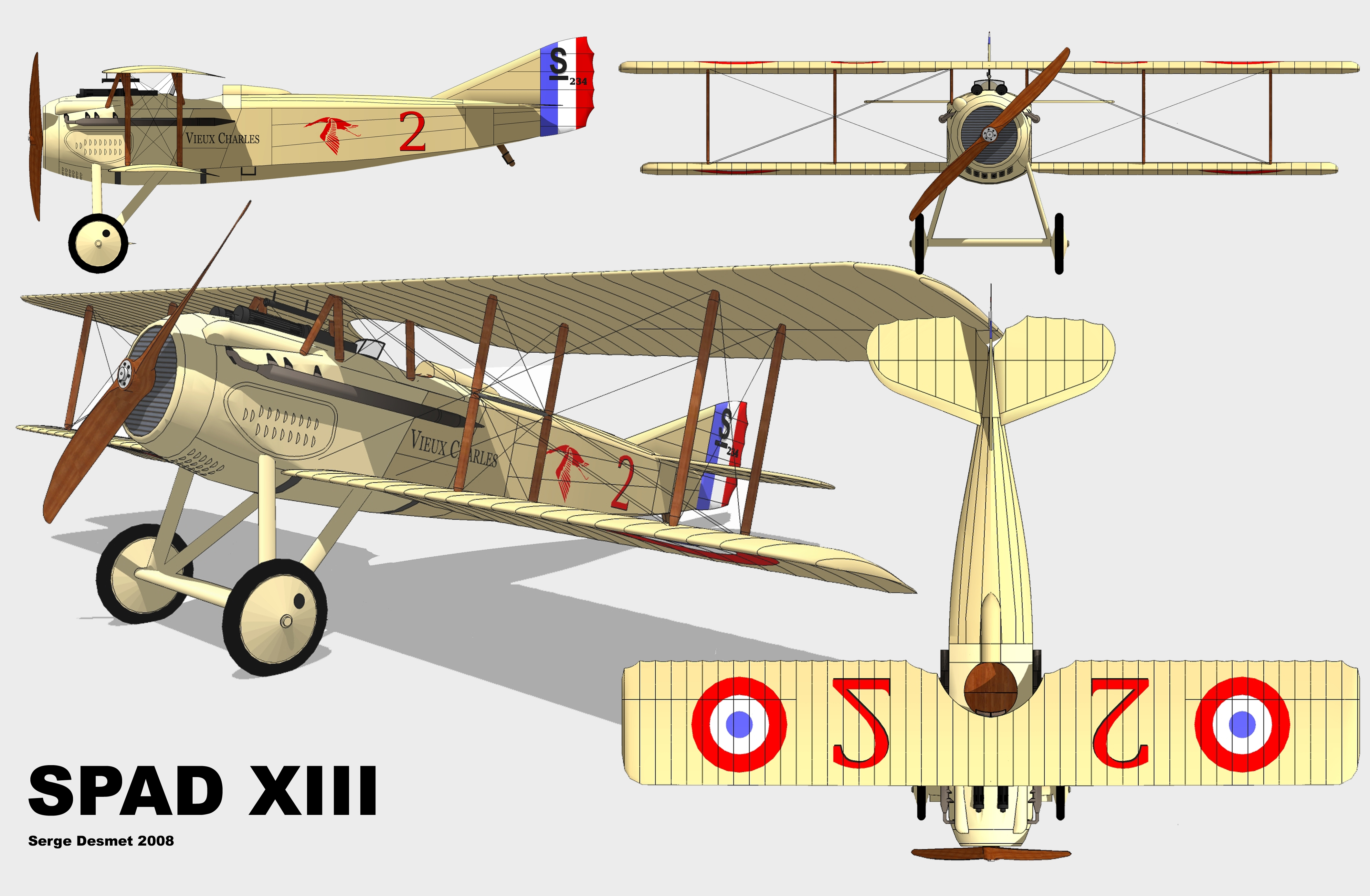

- 発動機　イスパノスイザ 8Be 水冷V型8気筒220馬力
- 最大速度　218km/h
- 実用上昇限度　6,650m
- 武装　ヴィッカース 7.7mm機銃×2